# NGC 6674
NGC 6674 (другие обозначения — UGC 11308, MCG 4-44-7, ZWG 143.8, IRAS18365+2519, PGC 62178) — спиральная галактика с перемычкой (SBb) в созвездии Геркулес.
Этот объект входит в число перечисленных в оригинальной редакции «Нового общего каталога».